# 阿帕斯檀跋
阿帕斯檀跋（印地語：आपस्तंब；英語：Āpastamba），古印度几何学家，生活在公元前600年前後，著有《阿帕斯檀跋法经》（Āpastamba Dharmasūtra），是《乔达摩法经》和《达耶那法经》的系统化发展，还著有吠陀仪式需要的几何原理的《绳法经》（或称《数经》）（Śulvasūtra）。
書中记载了勾股定理的一个特殊情况：绳经过正方形的对角线的长作为边长得到的大正方形是原正方形面积的两倍；并记载了{\displaystyle {\sqrt {2}}}的近似值：一个单位增加三分之一和三分之一的四分之一，再减去这个四分之一的三十四分之一。这句话相当于说{\displaystyle {\sqrt {2}}}≈577/408≈1.4142156862745，给出了相当好的近似值，虽然这个记载可能是抄自其他《绳法经》。
阿帕斯檀跋虽然严格来说算不上一个数学家，但其在数学上有一定的贡献是不可否定的。